# 冰與火之歌中的角色列表
喬治·馬丁《冰與火之歌》系列虛構了大量的人物。主要由三段故事情節交織而成：數個家族為了爭奪維斯特洛的控制權產生的戰爭；另外，來自維斯特洛北境異鬼的威脅逐漸提升；以及前朝被放逐的繼承人丹妮莉絲·坦格利安不斷膨脹的野心。
每個章節皆透過不同人物的視角，以第三人稱的方式敘述。視角人物在小說第一部〈權力遊戲〉時期共有9個，第五部〈與龍共舞〉時期則增至31個。

## 史塔克家族

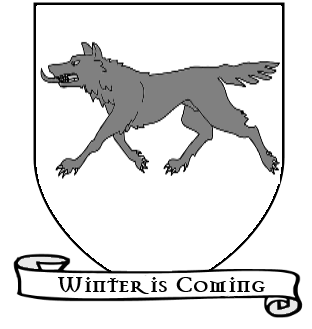
史塔克家族的纹章

史塔克家族是七大王國中的大家族，也是北境最主要的家族。所在地為七王國中最古老的城堡之一：臨冬城。家徽為灰色的冰原狼在白色大地上奔馳。族語是『凜冬將至』。
史塔克家族在北境稱王千年，直到坦格利安家族征服了維斯特洛，史塔克家族才變成臨冬城公爵與北境守護。
因為重視榮譽與責任，史塔克家族是最偏向英雄主義的高貴家族。
北境的私生子皆會以雪諾（Snow）為姓。
根據小說內容，史塔克家族因為五王之戰而衰落；因書中角色皆相信史塔克家的男子繼承人皆已死亡，家族的命運更是充滿變數。

### 人物
艾德·史塔克（Eddard Stark）
小名奈德（Ned），是臨冬城公爵兼北境守護，曾短暫的擔任勞勃·拜拉席恩的首相，隨後受到蘭尼斯特家族控告篡位，因此遭到囚禁直至斬首。
凱特琳·徒利（Catelyn Tully）
號稱「狼媽」、小名凱特（Cat），出身奔流城的徒利家族，嫁給史塔克家族的艾德。為羅伯、珊莎、艾莉亞、布蘭和瑞肯的媽媽。父親是奔流城霍斯特公爵，妹妹為谷地的萊莎·艾琳。在佛雷家族的婚禮宴會上被割喉而死。屍體被草莽兄弟帶走並復活成「石心夫人」，且性格異於前生。
羅伯·史塔克（Robb Stark）
羅伯是艾德的長子，臨冬城的合法繼承人，稱王後有「少狼主」的稱號。在佛雷家族的婚禮宴會上遭暗算身亡，死後被斬去首級並縫上愛狼的頭部。
珊莎·史塔克（Sansa Stark）
珊莎是艾德公爵的長女，曾經許婚給喬佛里王子，取消後嫁給「小惡魔」提利昂‧蘭尼斯特。
艾莉亞·史塔克（Arya Stark）
奈德次女，從小對射箭與打鬥有興趣，不喜歡針線功夫；因為目睹父親被殺的過程，被追殺後失蹤，實則南下經歷無名氏(no one)訓練，富有變臉能力與刺殺打鬥能力，而後殺死師傅成為無名氏。
布蘭·史塔克 （Bran Stark）
奈德三子，前期因被詹姆從高塔推下而下半身癱瘓，中期成為預言者—三眼烏鴉，可以看到過去與現在發生的所有事情，具有控制動物或控制思考簡單人的能力，為重要的資訊來源。
瑞肯·史塔克（Rickon Stark）
奈德幼子，在席恩佔領臨冬城後隨哥哥布蘭逃跑，在魯溫學士的建議下，與布蘭分離，並與歐莎另行逃離。
瓊恩·雪諾（Jon Snow）
前期被描述為奈德‧史塔克的私生子，其母不詳，因為是私生子的關係，所以自願成為守夜人，中期被推崇為守夜人軍團第998任總司令；曾經被反叛的守夜人殺死。
後來在劇集中紅袍女巫將其復活，而後統領野人與北方民族成為北境之王，第七季正式宣告其為萊安娜‧史塔克與雷加·坦格利安的兒子，是鐵王位正式的繼承人。
班楊·史塔克（Benjen Stark）
班楊是艾德的兄弟，職務是守夜人的遊騎兵，曾經帶瓊恩·雪諾守護邊境，已經被屍鬼殺害。
萊安娜·史塔克（Lyanna Stark）
萊安娜是艾德的妹妹。她原本要跟勞勃‧拜拉席恩結婚，但結婚前，她被雷加王子綁走，產子後而亡，因而引起篡奪者戰爭。
阿多（Hodor）
原名瓦德（Walder，電視劇中更名為威里斯(Wylis)），是臨冬城的馬童，席恩攻下臨冬城後他與布蘭、喬傑、彌拉、瑞肯和歐莎往絕境長城逃亡而去。
因為年幼時被布蘭以三眼烏鴉的力量控制，而變成只會說「hold the door(Hodor)」的異常兒童。

### 附庸勢力
貝理·唐德利恩（Beric Donderion）
閃電大王，黑港城伯爵，奉艾德·史塔克之命逮捕魔山，艾德死後成立無旗兄弟會。
潔妮·維斯特林（Jeyne Westerling）
潔妮是羅伯國王的王后。在影集中以塔莉莎·史塔克（Talisa Stark）取代該角色。

### 其他
歐莎（Osha）
本來是野人，後來襲擊史塔克兄弟失敗後到臨冬城的廚房工作，隨後與布蘭一行人流離。
珍妮·普爾（Jeyne Poole）
珊莎的好朋友，在小說中被迫以艾莉亞·史塔克的身分嫁給雷姆西·波頓。

## 葛雷喬伊家族

### 巴隆·葛雷喬伊 （Balon Greyjoy）
葛雷喬伊家族的城主，之後死於意外，多揣測為攸倫所為，在影集中確實被為了篡位的攸倫殺害。

### 席恩‧葛雷喬伊 （Theon Greyjoy）
席恩是巴隆·葛雷喬伊的長子也是是派克島的合法繼承人，鐵之島人。他父親巴隆公爵在派克島之戰後被抓到臨冬城當人質。曾經背叛史達克家族、被波頓私生子拉姆西俘虜凌虐而變成太監、發瘋而名為「臭佬」，後來和珍妮一同逃出，成為史坦尼斯的俘虜。
劇集後期因為鼓起勇氣拯救了珊莎而神智趨於正常，成功回到鐵之島並推舉姐姐雅拉（阿莎）為繼承人。

### 亞莎‧葛雷喬伊 （Asha Greyjoy）
巴隆·葛雷喬伊的長女、席恩的親生姊姊，剛烈高傲，好挑戰傳統，擁有戰船「黑風號」，受鐵群島人民擁戴，多次拯救席恩，被攸倫迫害並追殺，不久成為史坦尼斯俘虜，重見席恩。
在影集為避免與女野人歐莎混淆而名為雅拉（Yara）登場。後期投靠龍之母，而後被叔叔俘虜。

### 攸倫·葛雷喬伊 （Euron Greyjoy）
巴隆·葛雷喬伊的兄弟，早年被驅逐於大海，而成為海盜。
影集後期出現，為了篡位而殺害席恩的父親，而後投靠瑟熙，共同討伐冬恩、席恩船艦隊。

### 維克塔利昂·葛雷喬伊 （Victarion Greyjoy）
巴隆·葛雷喬伊的兄弟，鐵艦隊鐵船長，擁有「無敵鐵種號」長船，性格強悍冷靜，篤信淹神。為影集播畢為止沒登場的主視角。

## 波頓家族

### 盧斯‧波頓（Roose Bolton）
恐怖堡伯爵，號稱「水蛭大人」，為人狡猾，說話輕聲。史塔克家封臣，後串通蘭尼斯特發動紅色婚禮，殺死羅柏·史塔克。

### 多米利克·波頓 （Domeric Bolton）
盧斯·波頓公爵和蓓珊尼·萊斯威爾夫人嫡子，性格安靜有才，在五王之戰前病逝，被盧斯懷疑是拉姆西下毒。

### 雷姆西‧波頓（Ramsay Bolton）
號稱「小剝皮」，盧斯伯爵的私生子，因此也曾冠姓「雪諾（Snow）」。形象肥胖醜陋，個性殘暴，擅於獨立思考、謀劃和操縱，但悟性差，不擅長處理後果和複雜的內政，在紅色婚禮後正式成為繼承人。

## 坦格利安家族

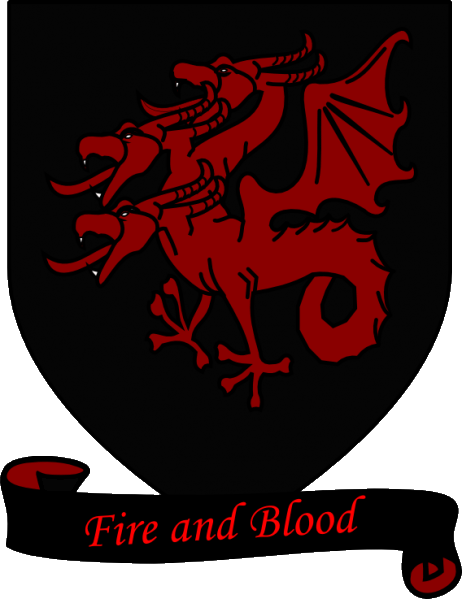
坦格利安家族的三龍家徽

坦格利安家族郡望龍石島，統治了維斯特洛三百餘年。

### 人物
伊里斯·坦格利安二世（Aerys II Targaryen）
號稱「瘋王」、「血痂國王」，原本是一代明君，後來逐漸變得反复無常，直至瘋狂，招致勞勃·巴拉席恩推翻政權，甚至還被侍衛詹姆·蘭尼斯特割喉致死。
丹妮莉絲·坦格利安（Daenerys Targaryen）
號為「龍之母」、「風暴降生」，是「瘋王」的么女，嫁與多斯拉克的卓戈卡奧，夫逝後成為多斯拉克的凱麗熙，並征服雲凱、彌林等地。
韋賽里斯·坦格利安（Viserys Targaryen）
丹妮莉絲的哥哥，被號為「乞丐王」，聲稱自己擁有睡龍之怒。被卓戈卡奧加熱熔化的黃金澆頭而死。

### 附庸勢力
巴利斯坦·塞爾彌（Barristan Selmy）
號稱「無畏的巴利斯坦」，坦格利安家族騎士，勞勃·拜拉席恩起義後成為其禦林鐵衛隊長，被喬佛里國王辭退後侍奉丹妮莉絲，攻占彌林後成為其女王鐵衛隊長。
喬拉·莫爾蒙（Jorah Mormont）
守夜人軍團總司令傑奧（Jeor）之子，熊島頭領和莫爾蒙家族族長，後來犯法被艾德·史塔克下令死刑而逃亡，跟隨並效忠龍母並成為其心腹，不久被巴利斯坦揭穿為瓦里斯間諜而被流放，為贖罪將提利昂俘虜，計劃回到龍母身邊。

## 艾林家族

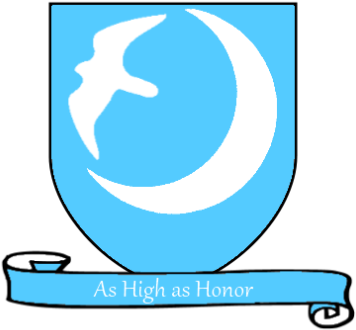
艾林家族家徽

### 萊莎‧徒利（Lysa Tully）
元配是瓊恩·艾林公爵，出身徒利家族，瓊恩死後成為培提爾公爵的妻子，不久遭其從月門被推下山而致命。

### 勞勃‧艾林（Robert Arryn）
暱稱「乖羅賓」，瓊恩·艾林和萊莎·徒利獨子，在父親瓊恩死後成為公爵。因為疾病導致癲癇。
影集為了避免與勞勃·拜拉席恩同名而改名為羅賓（Robin）。

## 蘭尼斯特家族

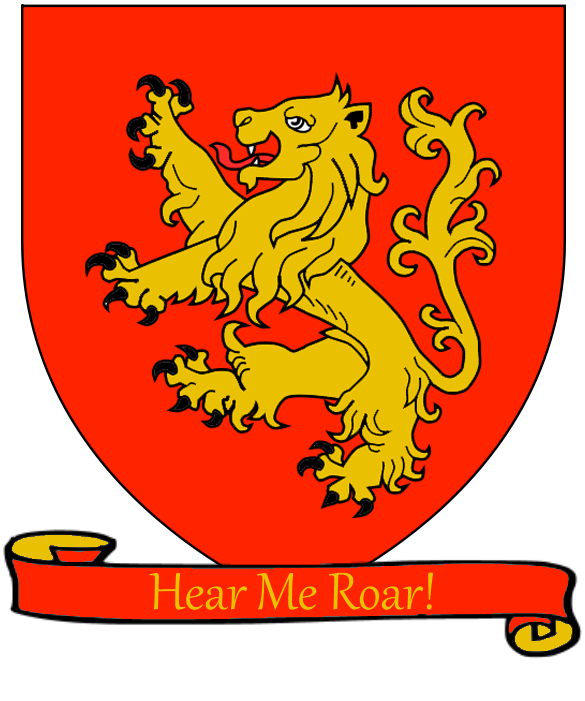
蘭尼斯特家族的怒吼雄獅家徽

家族是西境的統治者，目前的君臨城最高皇室，領地在凱岩城。

### 泰溫·蘭尼斯特 （Tywin Lannister）
老獅子，泰溫狡猾心機重，偏心寵愛瑟曦和長子弒君者，在如廁時被兒子提利昂·蘭尼斯特以十字弓射殺死亡。

### 凱馮·蘭尼斯特 （Kevan Lannister）
泰溫長弟，藍賽爾父親，對泰溫言聽計從。泰溫死後成為家族支柱，執行托曼國王攝政王一職，不料與派席爾共同被瓦里斯殺害。

### 瑟曦·蘭尼斯特 （Cersei Lannister）
泰溫·蘭尼斯特的女兒，喬佛里、彌賽菈和托曼的母親。為勞勃·拜拉席恩的皇后，也是王位後繼者喬佛里和托曼時代的太后。

### 詹姆·蘭尼斯特 （Jaime Lannister）
因為殺了瘋王人稱「弒君者」，為瑟曦的龍鳳胎弟弟，同為地下情人，共生育有三名子女。

### 提利昂·蘭尼斯特 （Tyrion Lannister）
人稱小惡魔，是個侏儒，其母親在生產他時而死去，所以遭到父親與姐姐的憎恨，因為父親的惡意栽贓差點死於刑場，由哥哥幫助逃獄後憤而殺了父親泰溫·蘭尼斯特，而後投效龍母。

### 雪伊 (Shae)
營妓，跟提利昂有交情，不過在提利昂父親泰溫及姐姐瑟曦的拒絕和排擠下被提利昂設法尋求庇護，在喬佛里毒死後，受到瑟曦誘惑下背叛提利昂，將其指控，之後被逃亡的提利昂勒死。

## 拜拉席恩家族

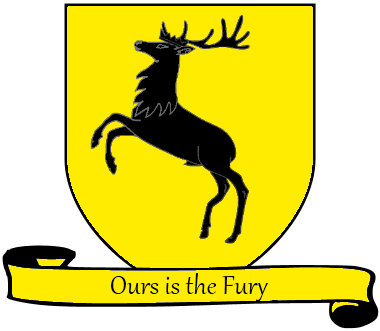
拜拉席恩家族的家徽

### 勞勃·拜拉席恩 （Robert Baratheon）
權力遊戲時期的國王，推翻瘋王伊里斯，篡位成功登上王位，在打獵時，因飲酒過量，被野豬穿刺而亡。

### 喬佛里·拜拉席恩 （Joffery Baratheon）
名為勞勃·拜拉席恩與瑟曦·蘭尼斯特的長子，實際是瑟曦與詹米姐弟的私生長子，性格變態、暴力，但長相帥氣，最初得到珊莎‧史塔克的崇拜，曾與珊莎有過婚約，但高庭的介入而由瑪格麗·提利爾取代，在勞勃過世後繼承王位，結婚典禮時，被下毒以致七孔流血而死。

### 彌賽菈·拜拉席恩 （Mycella Baratheon）
喬佛里同血緣妹妹，有母親瑟曦的外在，性格卻與其相反，在叔父提利昂計劃下嫁給多恩的崔斯丹·馬泰爾。

### 托曼·拜拉席恩 （Tommen Baratheon）
喬佛里和彌賽菈同血緣弟弟，喬佛里死後繼承王位。性格與哥哥喬佛里相違，因此容易被母親瑟曦所控制。

### 史坦尼斯·拜拉席恩 （Stannis Baratheon）
勞勃弟弟，龍石島國王，性格嚴肅，富有正義感，被艾德·史塔克等人評為「公正」，勞勃駕崩後擁有鐵王座繼承權，有紅袍女梅麗珊卓和屬臣戴佛斯支柱。

### 希琳·拜拉席恩 （Shireen  Baratheon）
史坦尼斯女兒。

### 藍禮·拜拉席恩 （Renly Baratheon）
勞勃和史坦尼斯弟弟，風息堡公爵，原御前會議的法務大臣，勞勃駕崩後稱王，娶瑪格麗·提利爾為妻，不久被梅麗珊卓所生下的影子殺害，自身的下屬大數投奔史坦尼斯。

### 梅麗珊卓 （Melisandre）
人稱「紅袍女」，侍奉史坦尼斯·拜拉席恩，擅长对未来做出准确的预言，并且拥有某种关于火与阴影的神秘力量。

## 徒利家族

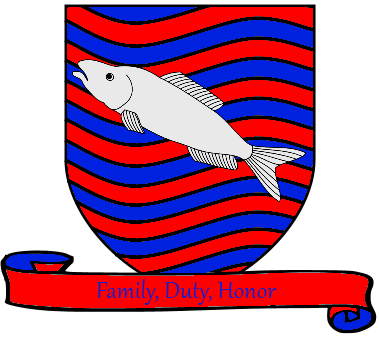
徒利家族家徽

徒利家族是七大王國的大家族，也是河間地的主要家族。其根據地在奔流城。

### 霍斯特·徒利 （Hoster Tully）
霍斯特·徒利是奔流城公爵，同時身兼三叉戟河流域的最高領主。他是凱特琳·史塔克、萊莎·艾林以及艾德慕·徒利的父親。他經常和弟弟布林登·徒利爭吵，因為布林登拒絕於其他家族聯婚。他曾同意在奔流城收養培提爾·貝里席。但當他發現萊莎懷了培提爾的孩子，他就送走了培提爾，並騙萊莎喝了流產藥。篡奪者戰爭時，霍斯特·徒利支持叛軍反叛坦格利安家族，條件是凱特琳和萊莎分別嫁入史塔克家族和艾林家族。在小說中，霍斯特公爵的健康快速惡化；最終死亡，並按照家族傳統長眠河中。
在HBO電視劇裡，他由克里斯·紐曼飾演。

### 凱特琳‧徒利 （Catelyn Tully）
參見「史塔克家族」

### 萊莎‧徒利 （Lysa Tully）
參見「艾林家族」

### 艾德慕·徒利 （Edmure Tully）
艾德慕是霍斯特公爵的三子、唯一的兒子，因此成為奔流城繼承人。
在電視劇裡，他由托比亞·曼齊司飾演。

### 布林登·徒利 （Brynden Tully）

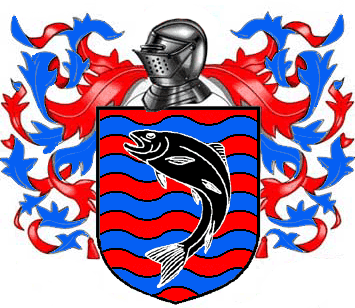
布林登·徒利的個人徽章

爵士，外號黑魚，是霍斯特·徒利公爵的弟弟和凱特琳、萊莎、艾德慕的叔叔。
在電視劇裡，他由克萊夫·羅素飾演。

## 佛雷家族

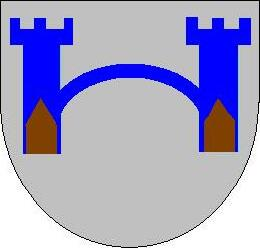
佛雷家族家徽

### 瓦德·佛雷 （Walder Frey）
瓦德·佛雷是孪河城侯爵，效忠徒利家族。他也被稱為河渡口領主，因為孪河城的位置允許他控制誰可以度過綠叉河。他以擁有一百多個子孫和八個妻子而聞名。雖然他是徒利家族的家臣，但當《權力遊戲》中艾德慕·徒利召喚他的家臣支持羅伯·史塔克時，他沒有立即去奔流城。
在電視劇裡，他由大卫·布拉德利飾演。

## 提利爾家族

### 洛拉斯·提利爾 （Loras Tyrell）
梅斯·提利爾三子，又稱「百花騎士」，七國公認美男子，武藝高超，追求名譽，也受人追捧為對象和楷模，然而為人謹慎，也有衝動的時候。

### 瑪格麗·提利爾 （Margaery Tyrell）
洛拉斯妹妹，又稱「高庭玫瑰」，聰明伶俐，先後成為藍禮、喬佛里和托曼三位拜拉席恩血統家族的配偶。

## 馬泰爾家族

### 道朗·馬泰爾 （Doran Martell）
多恩親王，陽戟城領主，為人謹慎冷靜，從不袒露自身性格，有嚴重痛風，五王之戰中保持中立，在弟弟歐柏倫死後奉行韜光養晦。

### 梅拉莉歐 （Mellario）
來自諾佛斯，道朗妻子，生馬泰爾一女亞蓮恩，昆廷和崔斯丹兩男。

### 阿利歐·何塔 （Areo Hotah）
道朗侍衛隊長。來自自由貿易城邦諾佛斯，受訓於大鬍子僧侶，對道朗絕對忠誠。

### 亞連恩·馬泰爾 （Arianne Martell）
道朗親王和梅拉利歐長女，陽戟城和多恩領繼承人，為人強欲，精於算計，性格火爆，有冒險家精神，為影集播畢為止沒登場的主視角。
在影集中，該繼承人身份改由弟弟崔斯坦·馬泰爾擔任。

### 伊利亞·馬泰爾 （Elia Martell）
道朗妹妹，歐柏倫姐姐，雷加·坦格利昂妻子，在泰溫·蘭尼斯特命令下被魔山滅口。

### 歐柏倫·馬泰爾 （Oberyn Martell）
多恩親王，人稱「紅毒蛇」，道朗弟弟，慾著為姐姐伊利亞之死向魔山復仇。來到君臨城後，因喬佛里婚禮命案而成為提利昂比武擔保人。雖然以自身擅長的槍術毒殺魔山，不料被其反撲致命。

### 艾拉莉亞·沙德 （Ellaria Sand）
多恩貴族哈曼·烏勒伯爵私生女，歐柏倫·馬泰爾情婦。在歐柏倫死後跟夫兄道朗一樣奉行韜光養晦，反而在影集中相反，謀殺道朗並推翻統治。

## 克里岡家族

### 格雷果‧克里岡 （Gregor Clegane）
人稱「魔山」，獵狗的親生哥哥，曾經將自己親生弟弟壓入火推，以至於其弟面部灼傷並且害怕火焰，體型高大壯碩，效忠於蘭尼斯特家族，曾經在比武過程中死去，但被學士以特殊方式復活，變得更加強壯但面目全非。

### 桑鐸·克里岡 （Sandor Clegane）
人稱「獵狗」，前期效忠於蘭尼斯特家族，而後基於種種因素而然生善良之心，最後受到光之主的啟蒙而到長城之外。

## 北境

### 守夜人
瓊·雪諾（Jon Snow）
守夜人軍團第998任總司令，參見史塔克家族。
山姆威爾·塔利（Samwell Tarly）
小名山姆（Sam），藍道·塔利長子，雖然性格懦弱被父親厭惡，因此強行被派去當守夜人，然而為人聰明，喜好學識，對友情相當忠實，與瓊·雪諾感情特別要好。
傑諾斯·史林特（Janos Slynt）
原是君臨城守備隊成員，以受賄和買賣官爵聞名。勞勃國王死後，原先答應首相艾德掌控太后瑟曦計劃，然而卻倒戈瑟曦方，晉升赫倫堡伯爵。
在提利昂任相後不受其信任，因此被剝奪伯爵之位而送至長城當守夜人，試圖陷害瓊·雪諾。之後競選守夜人總司令落選，不久因拒絕服從瓊的命令反被其斬首。

## 多斯拉克

### 卓戈 （Drogo）
部族首領（卡奧），善戰彪悍，與坦格利安家族的丹妮莉絲結婚，並答應為坦格利安家族奪回鐵王座，不久逝世。

## 無旗兄弟會

### 貝理‧唐德利恩 （Beric Donderion）
先前侍奉史塔克家族，以及經歷多次死亡，均被紅袍僧索羅斯救活，成為會長後繼續對抗蘭尼斯特家族。在紅色婚禮後，以自身性命將凱特琳·徒利復活成石心夫人而死去。影集中沒提及石心夫人事件，繼續領導無旗兄弟會。

## 其他角色

### 米卡 （Mycah）
屠夫學徒，艾莉亞·史塔克好友及玩伴，一次玩劍時被喬佛里恐嚇，艾莉亞因此得罪喬佛里致使自身逃亡，最終被獵狗斬殺。

### 西利歐·佛瑞爾 （Syrio Forel）
布拉佛斯首席劍士，號稱「水舞者」，指導艾莉亞·史塔克劍術，在瑟曦太后下令逮捕史塔克家族族人時對抗馬林·特蘭追兵而死，令艾莉亞逃脫。

### 唐托斯·霍拉德 （Dontos Hollard）
原本是朝廷騎士，常時會喝得酩酊大醉，後因其性格成為喬佛里大帝弄臣，在喬佛里婚宴後被小指頭殺害，霍拉德家族因此滅亡。

### 賈昆·赫加爾（Jaqen H'ghar）
布拉佛斯無面者成員，奈德·史塔克斬首後為黑牢囚犯，結識奈德幼女艾莉亞，使其以三條人命為紅神還債，離開艾莉亞之後偽裝成另一身份。

### 大麻雀 （High Sparrow）
實名不詳，七神主教的總主教。

## 來源
1. ↑  A_Game_of_Thrones Arya_II.2C_p._221_12-0
2. ↑  Davis, Lauren. . io9.com. July 13, 2012  [July 18, 2012]. （原始内容存档于2012-07-17）.
3. ↑  Hibberd, James. . Entertainment Weekly. July 13, 2012  [July 18, 2012]. （原始内容存档于2012-07-15）.
4. ↑  Hibberd, James. . Entertainment Weekly. July 2, 2012  [July 3, 2012]. （原始内容存档于2012-07-04）.
5. ↑  Sims, David. . The A.V. Club. June 12, 2011  [June 6, 2012]. （原始内容存档于2012-05-27）.